# 도쿠시마현 남부 지진
도쿠시마현 남부 지진(일본어: 徳島県南部地震)은 일본 도쿠시마현 남부에서 일어난 지진을 말한다. 1955년 7월 대지진이 일어나, 그 60년후(2015년 2월)에도 강한 지진이 일어났다.

## 1955년 도쿠시마현 남부 지진
1955년 7월 27일 오전 10시 20분 도쿠시마현 남부에서 대지진이 일어났다. 진앙은 북위 33° 42′ 동경 134° 18′ / 북위 33.7°  동경 134.3° , 진원 깊이는 3km, 지진 규모는 M6.4. 지진으로 인한 토사재해가 다발했다. 또한, 이 지진으로 1명이 사망하고 8명이 다쳤다.
| 진도 | 도도부현                                                         |
| ---- | ---------------------------------------------------------------- |
| 4    | 도쿠시마현                                                       |
| 3    | 효고현 와카야마현 오카야마현 히로시마현 가가와현 에히메현 고치현 |
| 2    | 나가노현 미에현 오사카부 나라현 돗토리현 시마네현                |
| 1    | 후쿠시마현 오이타현                                              |

## 2015년 도쿠시마현 남부 지진
2015년 2월 6일 오전 10시 25분 12.4초 도쿠시마현 남부에서 강한 지진이 일어났다. 진앙은 북위 33° 44.0′  동경 134° 22.2′  / 북위 33.7333°  동경 134.3700° , 진원 깊이는 11km, 지진 규모는 M5.1.
| 진도 | 도도부현   | 시구정촌               |
| ---- | ---------- | ---------------------- |
| 5강  | 도쿠시마현 | 무기정                 |
| 5약  | 도쿠시마현 | 가이요정               |
| 4    | 도쿠시마현 | 아난시 나카정 미나미정 |
| 4    | 고치현     | 도요정 우마지촌        |

## 같이 보기
- 일본의 지진 목록